# Olivia Dunham
Olivia Dunham è un personaggio della serie televisiva Fringe, interpretato dall'attrice Anna Torv.
La rivista TIME l'ha descritta come "una figura fantastica, metà-Mulder, metà-Scully" e come "un'eroina nerd della tempra di Mulder e Scully".

## Storia del personaggio
Olivia venne cresciuta da un patrigno alcolizzato che picchiava sua madre. All'età di nove anni lei gli sparò per legittima difesa, ferendolo gravemente, ma non uccidendolo. Lui si salvò e non si fece più vedere da Olivia o dalla sua famiglia, lasciandole il rimpianto di non averlo ucciso. Tutti gli anni, il giorno del suo compleanno, manda a Olivia un biglietto di auguri, per farle sapere di essere ancora «lì fuori da qualche parte». Olivia e sua sorella Rachel rimasero in seguito orfane di madre; Rachel si sposò ed ebbe Ella, nipote di Olivia. Unica altra informazione riguardo al suo passato è il fatto di aver frequentato la Northwestern University.
Essendo figlia di un militare, Olivia traslocò molto spesso, viaggiando di città in città. Quando da bambina andò a scuola a Jacksonville, in Florida, Olivia fu sottoposta all'utilizzo del Cortexiphan, un ritrovato chimico composto da William Bell che permetterebbe, somministrato ai bambini, di «limitare i limiti» della società che li circonda, ampliando invece le innate abilità psichiche. Olivia risultò essere il soggetto con maggiori potenzialità e fu la prima a riuscire a vedere ciò che lei definisce un "bagliore", che contraddistingue gli oggetti e le persone a stretto contatto o provenienti da universi alternativi. Tra le altre capacità, il Cortexiphan le permette inoltre di viaggiare da un universo all'altro senza l'ausilio di macchinari.

### Prima stagione
Olivia Dunham è una giovane agente dell'FBI con sede a Boston, in Massachusetts. Si occupa di terrorismo e di criminalità organizzata insieme all'amico e collega Charlie Francis e all'agente supervisore John Scott, con cui ha intrapreso segretamente una relazione amorosa.
Quando un volo internazionale tedesco diretto a Boston arriva a destinazione con tutti i passeggeri e i componenti dell'equipaggio morti, l'agente della Sicurezza Nazionale Phillip Broyles le affida il caso. Durante le indagini, l'agente Scott viene contaminato da agenti chimici sconosciuti e per salvarlo Olivia decide di chiedere aiuto al Dr. Walter Bishop, che in passato si occupò di casi relativi alla scienza di confine per il Governo americano. Olivia si reca quindi in Iraq a prelevare Peter Bishop, figlio dello scienziato, perché questi firmi le carte di dimissione dall'istituto psichiatrico dove è rinchiuso il padre. Riportando i Bishop a Boston, dove vengono ammessi dall'FBI come consulenti, Olivia viene reclutata nella task force multi-agenzia che segue da tempo i casi legati allo "Schema".
Olivia viene volutamente drogata e sottoposta a un esperimento dal Dott. Bishop, volto a connetterla alla mente dell'agente Scott, dal quale riceve informazioni sul caso. Walter riesce a salvarlo, ma John si rivela essere un doppiogiochista e muore comunque in seguito a un incidente d'auto, mentre veniva inseguito da Olivia. Con l'esperimento, alcune memorie di John vengono trasferite nella mente di Olivia, che in più occasioni ha dei flash sul passato di Scott e delle allucinazioni su di lui.
I casi di Olivia si incrociano spesso con la Massive Dynamic, e l'agente richiede più volte di poter parlare con William Bell, che però risulta essere non rintracciabile. Nina Sharp infine le concede il privilegio di incontrarlo e le fissa un appuntamento. L'uomo vive da anni in un'altra dimensione e accoglie Olivia nel suo ufficio in cima a una delle Torri Gemelle di New York, che non sono mai state, in questa dimensione, abbattute dagli attacchi terroristici dell'11 settembre.
Olivia parla il tedesco, il cinese e l'arabo.

### Seconda stagione
Poco prima che Olivia venga inconsciamente trasferita nell'universo alternativo per incontrare William Bell, un mutaforma tenta di fermarla tamponando la sua macchina proprio nel momento del trasferimento. Dopo un'ora di assenza, Olivia torna dall'universo parallelo riapparendo nel suo SUV, ma ne viene sbalzata fuori attraverso il parabrezza, a causa della velocità con cui viaggiava prima di scomparire. I danni causati dall'incidente sono gravi e Olivia è in fin di vita. Olivia si sveglia all'improvviso, dicendo: "Einai kalyteros anthropos apo ton patera tou". La donna non si ricorda del suo incontro con William Bell e non sa cosa significhino le parole che ha pronunciato. Peter le spiega che si tratta di una frase in greco che sua madre gli diceva prima di andare a dormire: "Sii un uomo migliore di tuo padre". In realtà queste parole erano una sorta di codice fra Peter e la mamma che voleva dire di "stare sempre vicino ai propri cari". Olivia viene nuovamente aggredita dal mutaforma, che vuole scoprire quanto lei si ricordi del suo tempo passato nell'universo parallelo. L'individuo infine uccide e prende le sembianze di Charlie Francis.
Olivia successivamente torna a casa dall'ospedale, ma rimane turbata dall'incidente. Nina Sharp le consiglia di parlare con l'uomo che l'aiutò con il suo braccio bionico, un tale Sam Weiss, proprietario di una sala da bowling. Olivia inizia a sentire le ripercussioni del viaggio nell'universo parallelo e ad avere dei flash su ciò che le è accaduto.
Stimolata dal suono di una campana, Olivia sviene e riceve un flusso di ricordi sul suo incontro con William Bell. L'uomo le dice che è in arrivo una guerra tra i due universi, come lui e Walter avevano predetto, e che è per questo motivo che Olivia, insieme ad altri, fu addestrata da bambina. Pochissime persone riescono a viaggiare tra le realtà parallele senza incidenti e nell'universo in cui ora Bell vive sono state perciò create delle creature, metà macchine e metà organiche, capaci di mutare la loro forma e di passare da una parte all'altra indisturbati. Questi mutaforma sono stati mandati nell'universo di Olivia per cercare una persona, il loro leader, che è in grado di aprire un varco tra i due mondi e il compito di Olivia è quello di rintracciarlo e fermarlo prima che scateni l'ultimo, ma definitivo scontro tra gli universi. Infine, le recita la frase in greco da ripetere a Peter e con una spinta la rimanda nel suo universo.
Presto Olivia scopre anche la vera identità di Charlie e lo uccide, prima che possa informare gli altri mutaforma del suo incontro con Bell.
Olivia torna a Jacksonville con Walter e Peter, in ordine di tentare di riacquistare i suoi poteri e di poter individuare l'edificio di Manhattan che, secondo il piano di Thomas Jerome Newton, capo dei mutaforma, sta per essere teletrasportato nell'universo parallelo. A Olivia viene nuovamente somministrato il farmaco, che però sembra non avere più alcun effetto su di lei. Walter capisce che il sentimento che faceva innescare l'abilità di Olivia era la paura, che non riesce più a provare perché crescendo ha imparato a trasformarla in rabbia e determinazione. All'ultimo minuto, Olivia si rende conto di essere in preda al panico e riesce infine a individuare l'edificio e a farlo evacuare prima che scompaia nel nulla. Olivia, vedendo il bagliore su Peter, scopre la sua vera origine. Walter le racconta cosa successe nel 1985 e di come rapì Peter dal suo universo, pregandola di non dire nulla a suo figlio.
Olivia e Walter mantengono il segreto finché non è lo stesso Peter a scoprire la verità. Peter fugge e lascia la città senza lasciare tracce. Quando informa infine l'agente Broyles della sua posizione, il superiore di Olivia le dice dove trovarlo e lei e Walter partono per lo Stato di Washington per andare a riportare Peter a casa. Da una videocamera dell'hotel dove alloggiava, Olivia scopre che Peter è partito per l'universo alternativo insieme a Newton e al Walter Bishop alternativo, suo vero padre.
Olivia e Walter si preparano ad aprire un portale per raggiungere Peter utilizzando il suo potere e quello degli altri bambini a cui era stato somministrato il Cortexiphan. Olivia rintraccia Nick Lane, Sally Clark e James Heath e insieme a loro riesce ad aprire una breccia tra i due mondi. Arrivata nell'universo alternativo, Olivia si incontra con William Bell, che ha intenzione di aiutarli a ritrovare Peter e a fermare il piano del Walter alternativo. Olivia si reca a casa dell'Olivia alternativa (identica a lei tranne che per i capelli, che si tinge di rosso), che lavora come agente Fringe, per chiederle di aiutarla a trovare Peter. L'Olivia alternativa la minaccia con una pistola e le due donne si scontrano, finché Olivia non stordisce il suo doppio e le ruba l'identità tingendosi i capelli di rosso e indossando i suoi vestiti. Olivia si infiltra quindi nella Divisione Fringe alternativa, rintraccia Peter e lo convince a tornare indietro. I due raggiungono Walter e William Bell, che sono riusciti a trovare un modo per aprire un secondo portale per tornare nel loro universo. Una squadra della Divisione Fringe alternativa li attacca, tentando di non lasciarli fuggire. Peter e Walter riescono infine ad attraversare il portale senza rendersi conto che Olivia è stata rapita: chi li segue nel loro universo è il suo doppio alternativo, mentre la vera Olivia viene rinchiusa in una cella di detenzione militare.

### Terza stagione
Olivia Dunham è tenuta prigioniera da Walternativo, il quale cerca di studiarla per capire se lei possa essere inserita nella macchina al posto di Peter ormai tornato nell'universo originale. L'agente viene interrogata e torturata affinché il suo cervello si convinca di essere la Olivia alternativa (la quale ha preso il suo posto). Tutti i tentativi sembrano fallire: Olivia riesce a scappare e grazie all'aiuto di Henry, un tassista di Manhatan, riesce a far perdere alla divisione Fringe alternativa le sue tracce. Tuttavia viene raggiunta da Lincoln Lee che cerca di convincerla chi sia veramente. Olivia raggiunge la casa della madre (morta nell'universo originale) e qui si convince di essere F-Olivia.
Intanto la sua omologa, sfrutta la fiducia della divisione Fringe per recuperare pezzi della macchina con la quale Walternativo intende distruggere l'universo originale e, nel frattempo, anche lei si innamora di Peter Bishop iniziando una relazione con lui.
Nell'universo alternativo, la vera Olivia lavora con la divisione Fringe alternativa come se niente fosse, ma inizia ad avere delle visioni in cui le appare Peter Bishop. Col passare del tempo le visioni si faranno più frequenti, tanto che Peter interagirà con lei verbalmente e la convincerà di nuovo che lei è l'Olivia originale; di conseguenza Olivia torna in se stessa e cerca un modo per evadere dall'universo alternativo. La copertura salta e Walternativo sa che ora dovrà costringerla per fare quello che lui vorrebbe, aprire un varco nell'altro universo per scatenare una serie di reazioni a catena che distruggeranno l'universo originale. Olivia si auto-spedisce nel suo universo tramite la vasca di deprivazione sensoriale e avverte una donna di cercare Peter Bishop e dirgli che lei è intrappolata nell'altro universo; a questo punto Peter capisce che l'Olivia accanto a lui non è la sua Olivia. Olivia viene catturata di nuovo dalla Divisione Fringe alternativa, ma verrà aiutata a evadere da Broyles alternativo. Nell'universo originale Peter e Broyles catturano F-Olivia. Dall'altra parte, Broyles alternativo aiuta Olivia a tornare nella sua realtà ma, per far questo, sacrificherà la sua vita mente F-Olivia riesce a tornare nella sua realtà.
Le cose sembrano tornare alla normalità: Olivia riprende il suo lavoro, ma rimane sconvolta dal fatto che F-Olivia si è impossessata di tutto quello che aveva lei, compreso Peter. cosa che la porterà ad allontanarsi da Peter.
Nell'universo alternativo F-Olivia scopre di essere incinta di Peter. Nell'universo originale Olivia, in seguito al suono di campana donata da William Bell a Nina Sharp, si ritrova a essere posseduta dall'anima di William Bell.
Broyles e Peter rivogliono indietro Olivia e concedono a Bell 48 ore per trovare un corpo che possa ospitarlo, mentre Walter invece è inizialmente entusiasta di "Olivia Bell". Walter capisce che l'unico modo per riavere Olivia è trasferire la memoria e l'anima di Bell dentro un computer e prepara un modo per operare il trasferimento. Walter e Peter entrano nel subconscio di Olivia per cercarne l'anima. Dopo alcune difficoltà iniziali, Olivia torna in se stessa ma Bell scompare definitivamente.
Walternativo si prepara ad attivare la macchina usando suo nipote, mentre nell'universo originale Olivia capisce che se Peter entrasse nella macchina forse non distruggerà uno dei due universi, ma potrebbe salvarli entrambi. Olivia non si capacita di come la macchina abbia respinto Peter, ma capisce che quella dall'altra parte è stata attivata. Con l’aiuto di Olivia, Peter entra nella macchina e ha visioni poco confortanti dell’anno 2026. Capisce che la salvezza sta nella cooperazione tra le due realtà e crea un ponte tra i due universi. Olivia si ritrova faccia a faccia con F-Olivia e con Walternativo capendo che, nonostante la reciproca antipatia, dovranno collaborare.

### Quarta stagione
Olivia, come tutti gli altri, non ha alcuna memoria di Peter Bishop; la macchina ha fatto da collegamento tra le due realtà e fornito una sorta di “ponte” in cui gli abitanti dei due universi si incontrano per scambiarsi informazioni. Olivia e F-Olivia mal si sopportano, ma per lavoro sono costrette a collaborare; in questa linea temporale senza Peter, Olivia è tornata a essere più cupa e meno spensierata, poiché non si è mai innamorata, mentre F-Olivia sta ancora con il suo fidanzato Frank, che non l’ha lasciata perché lei non è mai rimasta incinta di Peter.

In questa realtà alternativa in cui Peter non è mai vissuto (entrambi i Peter delle due realtà sono morti da bambini), si viene a sapere che Olivia e sua sorella, rimaste orfane della madre Marylin da ragazzine, sono cresciute sotto la tutela di Nina Sharp, che per Olivia è diventata col tempo una seconda madre e un’amica fidata, tanto che ora il loro rapporto è caratterizzato da una certa complicità e confidenza..
Non avendo memoria di Peter, sembra che inizialmente Olivia si avvicini sentimentalmente all’agente Lincoln Lee, che prova interesse per lei, ma con il riaffiorare dei ricordi lei e Peter si riavvicinano. Dovrà collaborare in diverse indagini con F-Olivia, che inizialmente mal sopporta, ma che finirà con lo stimare e le dispiacerà doverle dire addio quando saranno costretti a distruggere il ponte di comunicazione tra le due realtà. Sul finire della stagione, recupererà molti poteri dati dal Cortexiphan, che userà per combattere David Robert Jones e colui che lo manovra, William Bell, che in questa timeline non è morto.. Dopo essere sopravvissuta allo scontro finale con Bell, Olivia informa Peter di essere incinta.

### Quinta stagione
Alla fine della quarta stagione si intuisce che Olivia, incinta, e Peter stanno per costruire una vita insieme. Si sa che pochi anni dopo gli Osservatori hanno preso il potere sulla Terra, soggiogando e schiavizzando l’umanità.
È l’anno 2036: l’umanità è sull’orlo dell’annientamento e si divide in Resistenza, che si oppone agli Osservatori, e Lealisti (che sono dei collaborazionisti). Henrietta, la figlia di Olivia e Peter, è ormai adulta e fa parte della Divisione Fringe, oltre che essere un membro della Resistenza. La ragazza trova prima il padre Peter e poi insieme vanno alla ricerca del pezzo di ambra in cui è imprigionata Olivia. La donna viene trovata e insieme alla “vecchia” squadra (il marito Peter, Walter e Astrid, anche loro liberati dall’ambra), si prodigherà per sconfiggere gli Osservatori non solo per il più nobile intento di liberare la Terra dagli invasori, ma anche per vendetta, poiché uno degli Osservatori ucciderà Henrietta.
Olivia tornerà con Walter e gli altri nel vecchio laboratorio di lui ad Harvard, dove Walter ha detto di aver nascosto delle registrazioni nell’ambra che aiuteranno loro a capire la tecnologia degli Osservatori. Il successivo ritrovamento di un Osservatore bambino già incontrato in una passata indagine aiuterà lei e gli altri, grazie anche al sacrificio di Walter, a riscrivere la storia, cancellando l’invasione degli Osservatori. Olivia si ritroverà nel 2015 con Peter ed Etta bambina al parco, nel momento in cui nell'altra timeline era iniziata l’occupazione: non succede niente e loro ignari continuano felici la loro giornata al parco.

## Olivia alternativa
La Olivia dell’altro universo è stata soprannominata da Walter con il nome ‘’F-Olivia’’ (‘’Falsa’’ Olivia). Lavora nella ‘’Divisione Fringe’’, un ente che ha sostituito l’FBI e che si occupa dei fenomeni legati al contatto tra i due universi. Altrettanto volitiva e tenace, ha un comportamento meno compassato della Olivia originale; il suo aspetto è caratterizzato dai capelli tinti di rosso e ha una relazione stabile con un medico, Frank. Nella timeline originale, lui la lascerà quando lei rimarrà incinta di Peter Bishop, che era stato portato dal padre nell’universo alternativo. F-Olivia, nonostante una malattia congenita che ha ucciso di parto la sorella e anche la bambina che ha dato alla luce, darà alla luce un maschietto di nome Henry, ma la sua esistenza e la memoria relativa al neonato verranno cancellate quando Peter sparirà, generando una timeline alternativa. Nella timeline alternativa si lascerà comunque col fidanzato e dovrà affrontare la morte di un caro collega, il capitano Lee, dovuta al tradimento di Broyles. Nonostante l’iniziale antipatia, imparerà ad apprezzare Olivia e tutti gli altri, a cui però dovrà dire addio quando Jones costringerà Peter e gli altri a chiudere il ponte tra i due universi, pena il loro annientamento.
Nel 2036 è direttrice della divisione Fringe. Nel suo Universo non c'è stata l'invasione degli Osservatori.
Quando le compare la Olivia della realtà principale, tornata lì per liberare il bambino osservatore, la aiuta ad accedere a Liberty Island.